# مورنسهایم
مورنسهایم (به آلمانی: Mörnsheim) یک شهر در آلمان است که در آیشتت واقع شده‌است.

## خصوصیات
مورنسهایم ۳۳٫۴۸ کیلومترمربع مساحت دارد ۴۰۸ متر بالاتر از سطح دریا واقع شده‌است.